# Eat Drink Man Woman
Der Film Eat Drink Man Woman (Originaltitel: chinesisch 飲食男女 / 饮食男女, Pinyin Yǐn Shí Nán Nǚ) aus dem Jahr 1994 ist der dritte Kinofilm von Ang Lee und fasst die Geschichte eines Vaters, seiner Töchter und der Kochkunst Taiwans in ausdrucksstarke Bilder. Er bildet den abschließenden Teil der sogenannten Father-knows-best-Trilogie mit den ersten beiden Filmen Schiebende Hände und Das Hochzeitsbankett. Der Titel ist ein Zitat aus dem Buch der Riten: „Trank und Speise und der Liebesgenuss, darin bestehen die wichtigsten Triebe der Menschen“, chinesisch「飲食男女，人之大欲存焉」.

## Handlung
Ein verwitweter Meisterkoch, Herr Zhu (老朱,  Lǎo Zhū), und seine drei erwachsenen Töchter, Zhū Jiāzhēn (朱家珍), Zhū Jiāqiàn (朱家倩) und Zhū Jiāníng (朱家寧), leben gemeinsam in einem alten, gepflegten Haus in einem ansonsten von Hochhäusern geprägten zentralen Bezirk der Hauptstadt Taipeh von Taiwan.
Gezeigt wird der nicht immer einfache Loslösungsprozess der Töchter vom Elternhaus und dem teilweise autoritären Vater. Liebe und Familie, also die Suche nach dem passenden Partner fürs Leben, sind neben der Kochkunst das zentrale Motiv des Films. Dabei handelt es sich, wie der Titel des Films andeutet, um die essentiellsten Bedürfnisse eines jeden Menschen: Essen, Trinken, Mann und Frau.
Meister Zhu stellt fest, dass ihm der Geschmackssinn allmählich verloren geht, dennoch bietet das allsonntägliche Abendessen die Möglichkeit für die Familienmitglieder sich auszutauschen oder aus heiterem Himmel einen zukünftigen Ehepartner vorzustellen, worin Züge der Komik in einem ansonsten eher als heiteres Drama zu kategorisierenden Film liegen. Die größte Überraschung bietet am Ende der Vater selbst, der während des Essens erklärt, dass er die ehemalige Schulfreundin seiner ältesten Tochter heiraten will.
Die älteste und die jüngste Tochter, die im Laufe des Films einen Mann fürs Leben gefunden haben, und nun auch der Vater, verlassen das Haus. Zurück bleibt die zweitälteste Tochter, gespielt von Wu Qianlian, die schon immer gerne auch den Beruf der Köchin erlernt hätte, es aber unter dem Erwartungsdruck des Vaters nicht wagte, und die nun ihrem Vater am Ende eine so gute Suppe serviert, dass dieser wieder schmecken kann.

## Randhandlung
Außerdem zeigt der Film viele Gemeinsamkeiten und Unterschiede zwischen der westlich-modernen (europäischen/US-amerikanischen) und der östlich-traditionellen (taiwanischen) Kultur. Diese werden immer wieder durch Querverweise zu kulturellen Themen untermauert, beispielsweise beim Essen, der Wohnkultur und den Familienstrukturen.
Zudem berichtet der Film über die Schwierigkeiten von Taiwanern bei der Auswanderung in die USA und welche Hürden sie bei der Integration zu meistern hätten. Dieser Aspekt hängt eng mit der Biografie von Ang Lee zusammen, der als gebürtiger Taiwaner in New York lebt.

## Kritiken
- „Ang Lee bleibt seinem mit 'Das Hochzeitsbankett' eingeschlagenen Weg treu: Erneut widmet er sich augenzwinkernd den Grundbedürfnissen des Lebens und referiert auf unterhaltsame Weise über Familie, Tradition und die Schwierigkeiten der Kommunikation zwischen den Generationen. Ein anrührendes Beziehungsgeflecht.“ (Blickpunkt:Film)
- „Nach seinem Überraschungserfolg 'Das Hochzeitsbankett' widmet sich der in New York lebende Taiwaner Ang Lee in 'Eat Drink Man Woman' den elementaren Grundbedürfnissen des Lebens: Essen und Sex. Auf diesen beiden Säulen fußt sein Film, eine Geschichte über Familie, Tradition, unterschiedliche Lebensansichten und den universellen Generationskonflikt. Mit entsprechender (Mund-)Propaganda dürfte 'Eat Drink Man Woman' seine Zuseher finden und begeistern.“ (VideoWoche)
- „Die Einsamkeit des Alterns, Verständnislosigkeit in der Familie, Liebe, Ehe und Verrat, Sex, Eifersucht und Lebenslügen. Das gäbe anderswo Stoff für mindestens ein Dutzend Melodramen. Ang Lee hat alles gut gemixt und zu einem unterhaltsamen Cocktail verarbeitet, gewürzt mit Tempo, Witz und ein wenig Schrillheit und abgeschmeckt mit wohlwollender Nachsicht.“ (Epd Film – Ausgabe 9/1994)
- „Eine liebenswerte Komödie, die mit großer Zuneigung zu den Personen Episoden ihres Alltags entwirft. Am Beispiel von ‚Essen und Trinken, Mann und Frau‘ umschreibt er feinsinnig und behutsam menschliche Gefühle, die aus der Balance geraten sind und die Verständigung zwischen den Generationen erschweren.“[4] (Lexikon des internationalen Films)
- „Übergang und Wandel betreffen nicht nur das Verhältnis von Tradition und Modernität, sie umfassen auch die Beziehungen zwischen dem Eigenen und dem Fremden. Ang Lees Film, das Werk eines Wandlers zwischen den Kulturen, findet Bilder dafür.“ (Lisa Gotto[5])

## Auszeichnungen
Der Film war 1995 für einen Oscar in der Kategorie Bester fremdsprachiger Film nominiert, konnte sich jedoch nicht gegen den russischen Beitrag Die Sonne, die uns täuscht durchsetzen. Bei den Golden Globes 1995 war Eat Drink Man Woman zwar ebenfalls nominiert, musste sich aber dem belgischen Film Farinelli geschlagen geben. Ähnliches stellte sich bei den British Academy Film Awards ein.
Sechsmal, in den Kategorien Bester Film, Beste Kamera, Beste Regie, Beste Hauptdarstellerin (Wu Qianlian), Bester Hauptdarsteller (Lang Xiong) und Bestes Drehbuch, war der Film bei den Independent Spirit Awards nominiert, ging jedoch leer aus.

## FSK
Die Veröffentlichung erhielt von der Freiwilligen Selbstkontrolle der Filmwirtschaft die Altersfreigabe ab 6. Die von ARTHAUS vertriebene DVD trägt die Freigabe FSK 12, aufgrund von im Bonusmaterial vorhandenen Vorschau-Trailern zu anderen Filmen.